# Tahitikungsfiskare
Tahitikungsfiskare (Todiramphus veneratus) är en fågel i familjen kungsfiskare inom ordningen praktfåglar.

## Utseende och läte
Tahitikungsfiskaren är en medelstor kungsfiskare. Hanar på Tahiti är mörkgröna ovan och vita under, med ett ljusare akvamarinblått ögonbrynsstreck. På Moorea är istället hanarna ljust beigebruna ocan och vitaktiga under med ljus halskrage. Honor har ett mörkbrunt bröstband och är överlag brunare än hanarna. Arten överlappar i utbredningsområde med vitbrynad kungsfiskare, men saknar dennas vita ögonbrynsstreck och är generellt inte lika ljus och mörkgrön. Lätet är ett skallrande "ki-ki-ki-ki-ki".

## Utbredning och systematik
Tahitikungsfiskare förekommer i Franska Polynesien och delas in i två underarter med följande utbredning:
- Todiramphus veneratus veneratus – förekommer på Tahiti
- Todiramphus veneratus youngi – förekommer på Moorea

Sedan 2014 urskiljer Birdlife International och naturvårdsunionen IUCN underarten youngi som en egen art, "mooreakungsfiskare". 

## Levnadssätt
Tahitikungsfiskaren hittas i skogsmiljöer. På Moorea ses den upp till 300 meters höjd, på Tahiti 1700.

## Status
IUCN bedömer hotstatus för underarterna (eller arterna) var för sig, veneratus som nära hotad och youngi som sårbar.